# Мота Висконти
Мота Висконти (итал. Motta Visconti) је насеље у Италији у округу Милано, региону Ломбардија.
Према процени из 2011. у насељу је живело 7601 становника. Насеље се налази на надморској висини од 100 м.

## Становништво
Према резултатима пописа становништва 2011. у општини је живело 7.601 становника.
| 1931. | 1936. | 1951. | 1961. | 1971. | 1981. | 1991. | 2001. | 2011. |
| ----- | ----- | ----- | ----- | ----- | ----- | ----- | ----- | ----- |
| 3.692 | 3.677 | 3.885 | 4.240 | 4.807 | 5.249 | 5.495 | 6.242 | 7.601 |